# Regierung Kenny II
Die Regierung Kenny II war die 30. Regierung der Republik Irland, sie amtierte vom 6. Mai 2016 bis zum 14. Juni 2017.
Bei der Parlamentswahl am 26. Februar 2016 verloren die Regierungsparteien Fine Gael (FG) und Labour Party (ILP) ihre Mehrheit. Fine Gail verlor 26 Sitze, blieb aber mit 50 Sitzen stärkste Partei. Labour verlor 30 Mandate und stellte nur noch 7 Abgeordnete.
Bei der ersten Parlamentssitzung konnte keiner der Kandidaten (Enda Kenny (FG), Micheál Martin (Fianna Fáil), Gerry Adams (Sinn Féin) und Richard Boyd Barrett (People Before Profit)) eine Mehrheit erringen. Kenny erklärte dareaufhin seinen Rücktritt und bleibt kommissarisch im Amt bis zur Wahl einer Nachfolgeregierung. Der nächste Versuch einen Regierungschef zu wählen scheiterte am 6. April. Enda Kenny, Micheál Martin und Ruth Coppinger (People Before Profit) verfehlten eine Mehrheit. Beim dritten Versuch am 14. April traten nur noch Kenny und Martin an, konnten aber erneut keine Mehrheit erringen.
Erst beim vierten Versuch wurde Enda Kenny am 6. Mai 2016 mit den Stimmen von 9 Unabhängigen und dank der Enthaltung von Fianna Fáil mit 59 zu 49 Stimmen zum Chef einer Minderheitsregierung aus Fine Gael und einigen Unabhängigen gewählt. Der Ministerpräsident und seine Minister wurden am selben Tag von Staatspräsident Michael D. Higgins ernannt. Die Ernennung der Staatsminister erfolgte am 17. Mai.
Wegen seiner Rolle in einer Mobbing-Kampagne gegen einen Whistleblower der irischen Polizei kündigte Kenny im Mai 2017 seinen Rücktritt an. Leo Varadkar wurde am 2. Juni zum Parteivorsitzenden von Fine Gael und am 14. Juni zum Taoiseach (Regierungschef) gewählt.

## Zusammensetzung
| Minister | Minister                  | Minister   | Minister      | Minister | Minister      |
| Amt | Name                      | Partei     | Amtszeit      | Amtszeit | Amtszeit      |
| --- | ------------------------- | ---------- | ------------- | -------- | ------------- |
| Taoiseach (Ministerpräsident)                                                                                       | Enda Kenny                | FG         | 6. Mai 2016   | –        | 14. Juni 2017 |
| Tánaiste (Vizeministerpräsidentin)                                                                                  | Frances Fitzgerald        | FG         | 6. Mai 2016   | –        | 14. Juni 2017 |
| Minister für Äußeres und Handel                                                                                     | Charlie Flanagan          | FG         | 6. Mai 2016   | –        | 14. Juni 2017 |
| Ministerin für Beschäftigung, Unternehmen und Innovation                                                            | Mary Mitchell O’Connor    | FG         | 6. Mai 2016   | –        | 14. Juni 2017 |
| Minister für Bildung und Qualifikation                                                                              | Richard Bruton            | FG         | 6. Mai 2016   | –        | 14. Juni 2017 |
| Finanzminister | Michael Noonan            | FG         | 6. Mai 2016   | –        | 14. Juni 2017 |
| Gesundheitsminister                                                                                                 | Simon Harris              | FG         | 6. Mai 2016   | –        | 14. Juni 2017 |
| Ministerin für Justiz und Gleichstellung                                                                            | Frances Fitzgerald        | FG         | 6. Mai 2016   | –        | 14. Juni 2017 |
| Ministerin für Kinder und Jugend                                                                                    | Katherine Zappone         | unabhängig | 6. Mai 2016   | –        | 14. Juni 2017 |
| Minister für Kommunikation, Energie und Bodenschätze                                                                | Denis Naughten            | unabhängig | 6. Mai 2016   | –        | 23. Juli 2016 |
| Minister für Kommunikation, Klimaschutz und Umwelt                                                                  | Denis Naughten            | unabhängig | 23. Juli 2016 | –        | 14. Juni 2017 |
| Ministerin für Kunst, nationales Erbe und die Gaeltacht                                                             | Heather Humphreys         | FG         | 6. Mai 2016   | –        | 07. Juli 2016 |
| Ministerin für Kunst, nationales Erbe, regionale und ländliche Angelegenheiten und die Gaeltacht                    | Heather Humphreys         | FG         | 7. Juli 2016  | –        | 14. Juni 2017 |
| Minister für Landwirtschaft, Ernährung und Meeresangelegenheiten                                                    | Michael Creed             | FG         | 6. Mai 2016   | –        | 14. Juni 2017 |
| Minister für öffentliche Ausgaben und die Reform des öffentlichen Dienstes                                          | Paschal Donohoe           | FG         | 6. Mai 2016   | –        | 14. Juni 2017 |
| Sozialminister | Leo Varadkar              | FG         | 6. Mai 2016   | –        | 14. Juni 2017 |
| Minister für Umwelt, Gemeinwesen und örtliche Verwaltung                                                            | Simon Coveney             | FG         | 6. Mai 2016   | –        | 23. Juli 2016 |
| Minister für Wohnungsbau, Planung, Gemeinwesen und örtliche Verwaltung                                              | Simon Coveney             | FG         | 23. Juli 2016 | –        | 14. Juni 2017 |
| Minister für Verkehr, Tourismus und Sport                                                                           | Shane Ross                | unabhängig | 6. Mai 2016   | –        | 14. Juni 2017 |
| Verteidigungsminister                                                                                               | Enda Kenny                | FG         | 6. Mai 2016   | –        | 14. Juni 2017 |
| Generalstaatsanwalt                                                                                                 | Máire Whelan              | parteilos  | 6. Mai 2016   | –        | 14. Juni 2017 |
| Amt | Name                      | Partei     | Amtszeit      | Amtszeit | Amtszeit      |
| Staatsminister/-in beim Taoiseach                                                                                   | Regina Doherty            | FG         | 6. Mai 2016   | –        | 14. Juni 2017 |
| Staatsminister/-in beim Taoiseach                                                                                   | Paul Kehoe                | FG         | 6. Mai 2016   | –        | 14. Juni 2017 |
| Staatsminister/-in beim Taoiseach                                                                                   | Joe McHugh                | FG         | 19. Mai 2016  | –        | 14. Juni 2017 |
| Staatsminister/-in beim Taoiseach                                                                                   | Dara Murphy               | FG         | 19. Mai 2016  | –        | 14. Juni 2017 |
| Staatsminister im Ministerium für Äußeres und Handel                                                                | Joe McHugh                | FG         | 19. Mai 2016  | –        | 14. Juni 2017 |
| Staatsminister im Ministerium für Äußeres und Handel                                                                | Dara Murphy               | FG         | 19. Mai 2016  | –        | 14. Juni 2017 |
| Staatsminister im Ministerium für Beschäftigung, Unternehmen und Innovation                                         | Pat Breen                 | FG         | 19. Mai 2016  | –        | 14. Juni 2017 |
| Staatsminister im Ministerium für Beschäftigung, Unternehmen und Innovation                                         | John Halligan             | unabhängig | 6. Mai 2016   | –        | 14. Juni 2017 |
| Staatsminister im Ministerium für Bildung und Qualifikation                                                         | John Halligan             | unabhängig | 6. Mai 2016   | –        | 14. Juni 2017 |
| Staatsminister im Finanzministerium                                                                                 | Eoghan Murphy             | FG         | 19. Mai 2016  | –        | 14. Juni 2017 |
| Staatsminister/-in im Gesundheitsministerium                                                                        | Catherine Byrne           | FG         | 19. Mai 2016  | –        | 14. Juni 2017 |
| Staatsminister/-in im Gesundheitsministerium                                                                        | Marcella Corcoran Kennedy | FG         | 19. Mai 2016  | –        | 14. Juni 2017 |
| Staatsminister/-in im Gesundheitsministerium                                                                        | Helen McEntee             | FG         | 19. Mai 2016  | –        | 14. Juni 2017 |
| Staatsminister/-in im Gesundheitsministerium                                                                        | Finian McGrath            | unabhängig | 19. Mai 2016  | –        | 14. Juni 2017 |
| Staatsminister im Ministerium für Justiz und Gleichstellung                                                         | Finian McGrath            | unabhängig | 6. Mai 2016   | –        | 14. Juni 2017 |
| Staatsminister im Ministerium für Justiz und Gleichstellung                                                         | Dara Murphy               | FG         | 19. Mai 2016  | –        | 14. Juni 2017 |
| Staatsminister im Ministerium für Justiz und Gleichstellung                                                         | David Stanton             | FG         | 19. Mai 2016  | –        | 14. Juni 2017 |
| Staatsminister im Ministerium für Kommunikation, Energie und Bodenschätze                                           | Seán Kyne                 | FG         | 19. Mai 2016  | –        | 23. Juli 2016 |
| Staatsminister im Ministerium für Kommunikation, Klimaschutz und Umwelt                                             | Seán Kyne                 | FG         | 23. Juli 2016 | –        | 14. Juni 2017 |
| Staatsminister im Ministerium für Kunst, nationales Erbe und die Gaeltacht                                          | Seán Kyne                 | FG         | 19. Mai 2016  | –        | 07. Juli 2016 |
| Staatsminister im Ministerium für Kunst, nationales Erbe und die Gaeltacht                                          | Michael Ring              | FG         | 19. Mai 2016  | –        | 07. Juli 2016 |
| Staatsminister im Ministerium für Kunst, nationales Erbe, regionale und ländliche Angelegenheiten und die Gaeltacht | Seán Kyne                 | FG         | 7. Juli 2016  | –        | 14. Juni 2017 |
| Staatsminister im Ministerium für Kunst, nationales Erbe, regionale und ländliche Angelegenheiten und die Gaeltacht | Michael Ring              | FG         | 7. Juli 2016  | –        | 14. Juni 2017 |
| Staatsminister im Ministerium für Landwirtschaft, Ernährung und Meeresangelegenheiten                               | Andrew Doyle              | FG         | 19. Mai 2016  | –        | 14. Juni 2017 |
| Staatsminister im Ministerium für öffentliche Ausgaben und die Reform des öffentlichen Dienstes                     | Seán Canney               | FG         | 19. Mai 2016  | –        | 14. Juni 2017 |
| Staatsminister im Ministerium für öffentliche Ausgaben und die Reform des öffentlichen Dienstes                     | Eoghan Murphy             | FG         | 19. Mai 2016  | –        | 02. Juni 2017 |
| Staatsminister im Ministerium für öffentliche Ausgaben und die Reform des öffentlichen Dienstes                     | Kevin „Boxer“ Moran       | FG         | 3. Juni 2017  | –        | 14. Juni 2017 |
| Staatsminister im Sozialministerium                                                                                 | Finian McGrath            | unabhängig | 6. Mai 2016   | –        | 14. Juni 2017 |
| Staatsminister im Ministerium für Umwelt, Gemeinwesen und örtliche Verwaltung                                       | Catherine Byrne           | FG         | 19. Mai 2016  | –        | 14. Juni 2017 |
| Staatsminister im Ministerium für Umwelt, Gemeinwesen und örtliche Verwaltung                                       | Damien English            | FG         | 19. Mai 2016  | –        | 23. Juli 2016 |
| Staatsminister im Ministerium für Wohnungsbau, Planung, Gemeinwesen und örtliche Verwaltung                         | Catherine Byrne           | FG         | 19. Mai 2016  | –        | 14. Juni 2017 |
| Staatsminister im Ministerium für Wohnungsbau, Planung, Gemeinwesen und örtliche Verwaltung                         | Damien English            | FG         | 23. Juli 2016 | –        | 14. Juni 2017 |
| Staatsminister im Ministerium für Verkehr, Tourismus und Sport                                                      | Patrick O’Donovan         | FG         | 6. Mai 2016   | –        | 14. Juni 2017 |
| Staatsminister im Verteidigungsministerium                                                                          | Paul Kehoe                | FG         | 6. Mai 2016   | –        | 14. Juni 2017 |

## Umbenennungen
Am 7. Juli 2016 wurde das Ministerium Kunst, nationales Erbe und die Gaeltacht in Ministerium für Kunst, nationales Erbe, regionale und ländliche Angelegenheiten und die Gaeltacht umbenannt.
Am 23. Juli 2016 wurden das Ministerium für Kommunikation, Energie und Bodenschätze in Ministerium für Kommunikation, Klimaschutz und Umwelt und das Ministerium für Umwelt, Gemeinwesen und örtliche Verwaltung in Ministerium für Wohnungsbau, Planung, Gemeinwesen und örtliche Verwaltung umbenannt.

## Umbesetzungen
Der Staatsminister im Ministerium für öffentliche Ausgaben und die Reform des öffentlichen Dienstes Seán Canney trat am 2. Juni 2017 zurück, ihm folgte Kevin „Boxer“ Moran.